# Sigiriya
Sigiriya (Stânca Leului) a fost pentru o scurtă perioadă capitala Sri Lankăi medievale. Orașul este construit din piatră masivă și este împodobit în interor cu fresce ce ilustrează înfâțișarea fecioarele ce ar fi făcut parte, conform miturilor, din haremul împăratului.

## Istorie
Sigiriya fost folosită ca refugiu de către călugării budiști din secolul al III-lea î.Hr., dovadă stau inscripțiile din peșteră. 
Regele Dhatusena (455 - 473) a avut doi urmași: Mogallana, fiul unei regine, și Kassapa, fiul unei consoarte de rang inferior. Când Mogallana a fost desemnat moștenitor al tronului, Kassapa s-a răsculat împotriva tatălui său, pe care l-a luat prizonier, după care și-a alungat fratele în India. Dhatusena a fost zidit de către Kassapa într-o încăpere și lăsat să moară.
Temându-se de răzbunarea lui Mogallana, Kassapa a pus să se ridice, în doar șapte ani, o nouă reședință, castel și fortăreață, pe stânca Sigiriya. Noul rege a construit la baza stâncii un complex imens de grădini, bazine și fântani. În anul 491, Mogallana, în fruntea unei armate de mercenari tamili, a venit să-și revendice tronul. 

Kassapa și-a părăsit citadela în fruntea armatei sale, călare pe un elefant, și și-a întâmpinat inamicul în câmp deschis.A pierdut bătălia și s-a sinucis. Mogallana a redat Sigiriya călugărilor budiști, aceasta redevenind astfel un loc de meditație și de rugăciune. Stânca a fost abandonată în 1155 și a fost redescoperită de englezi în anul 1828.

## Galerie imagini

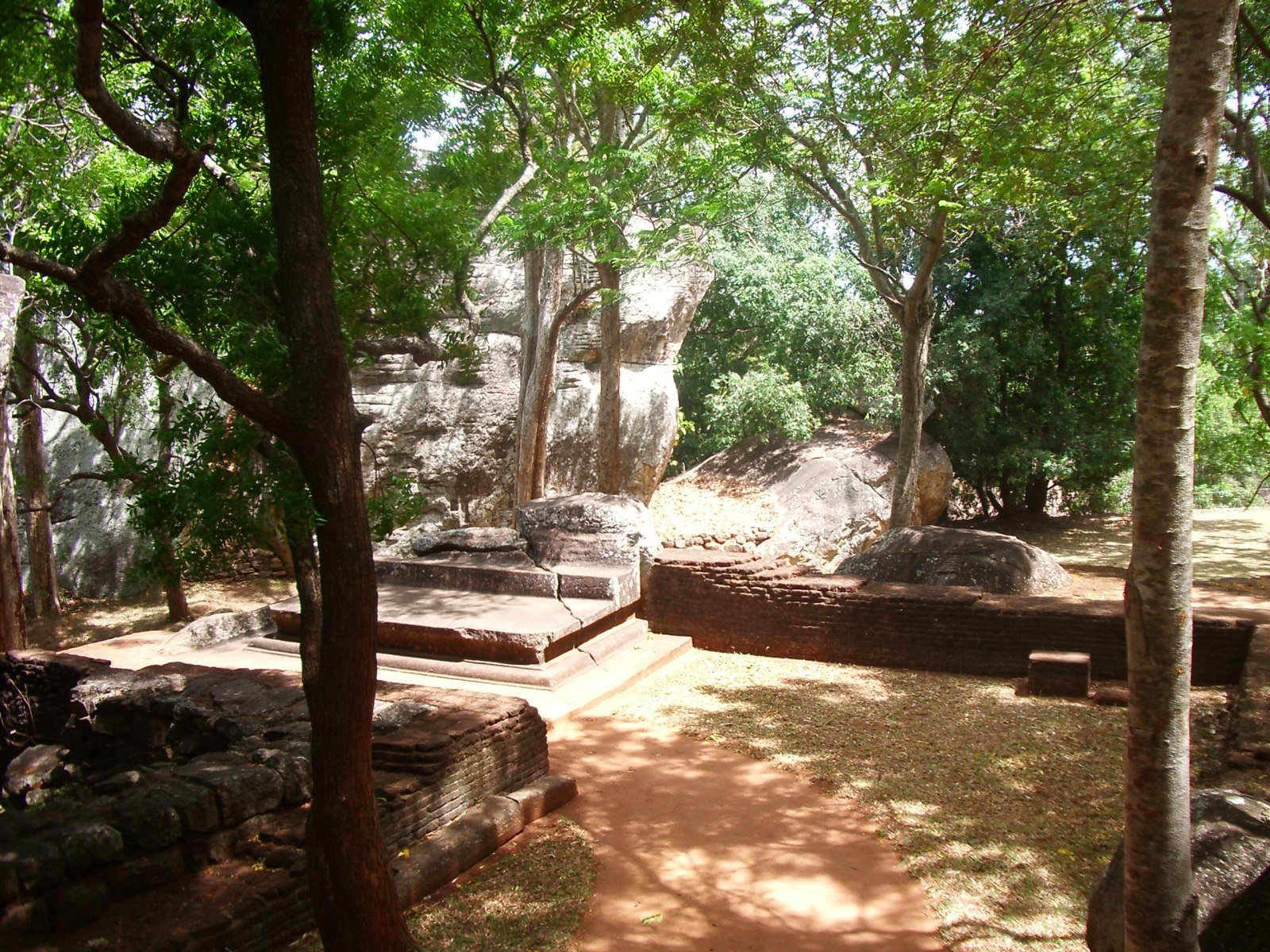
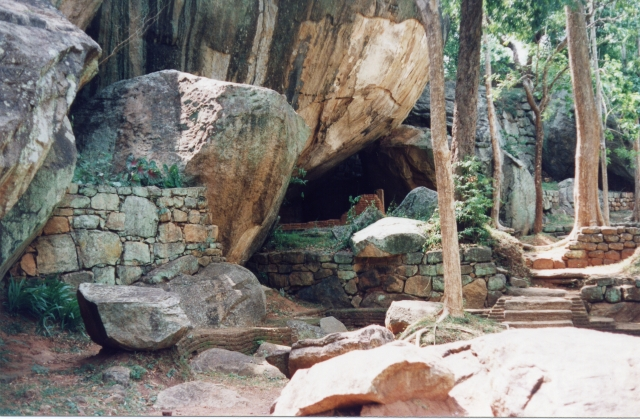
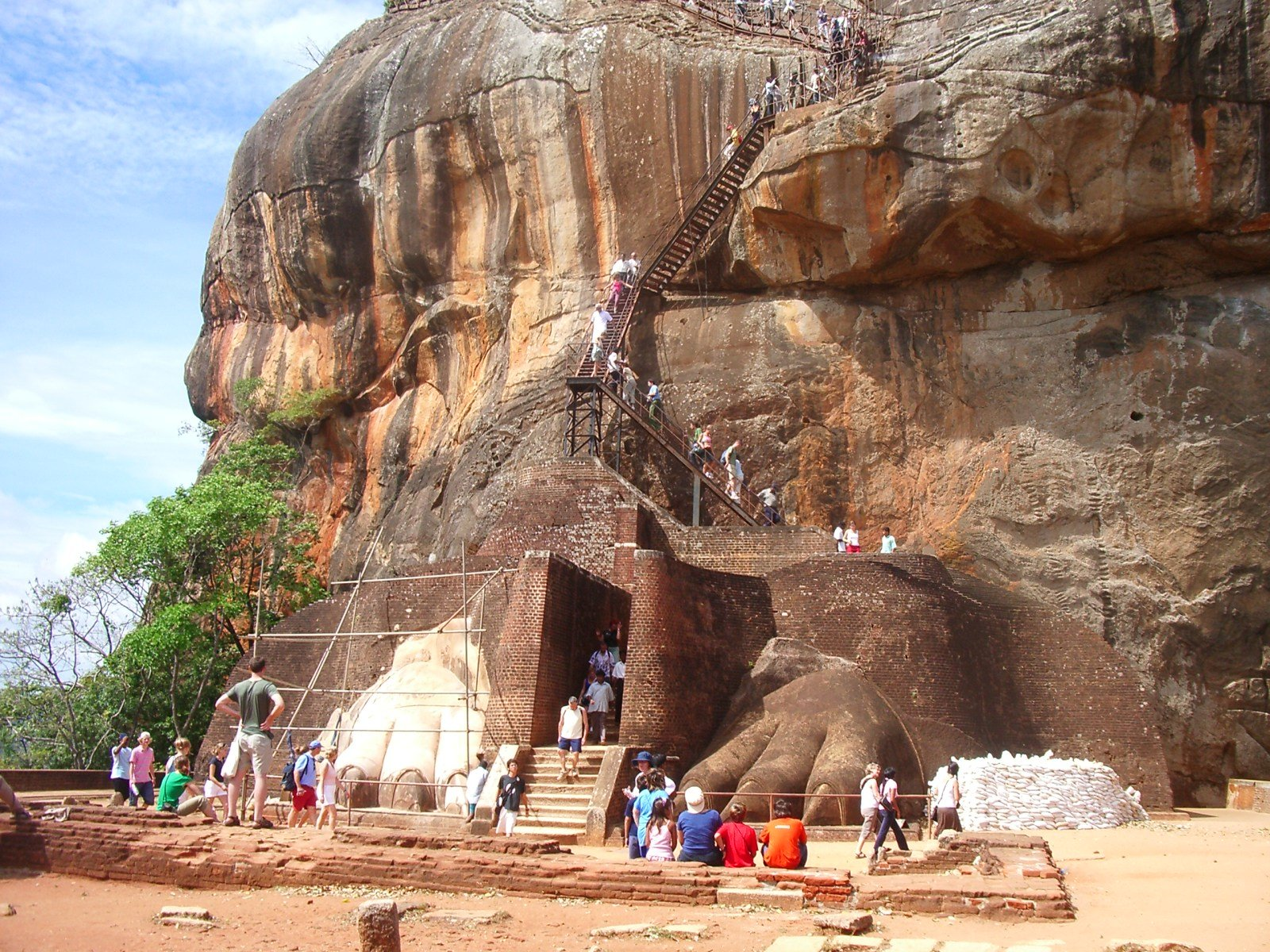
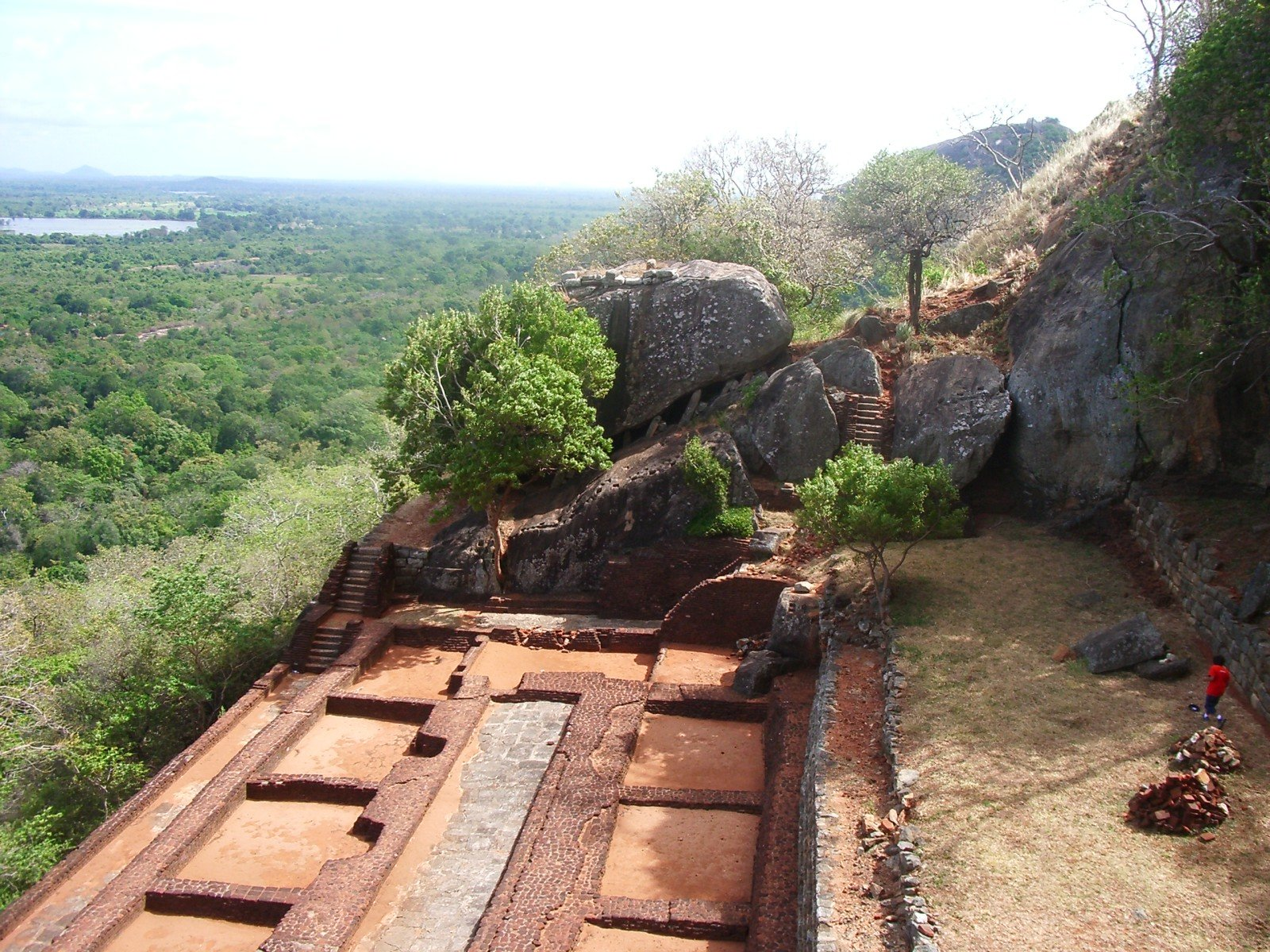
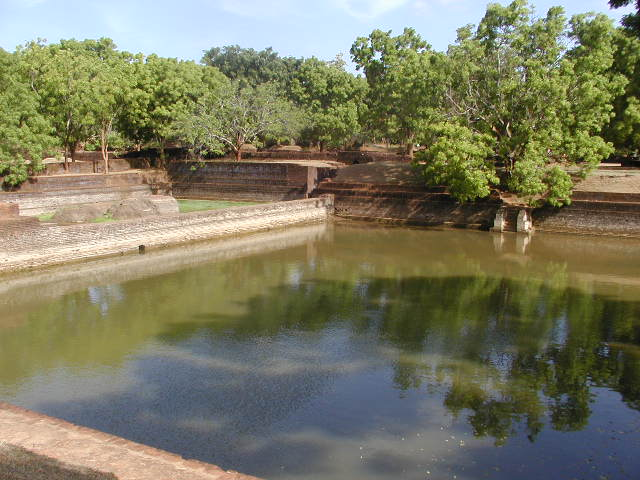
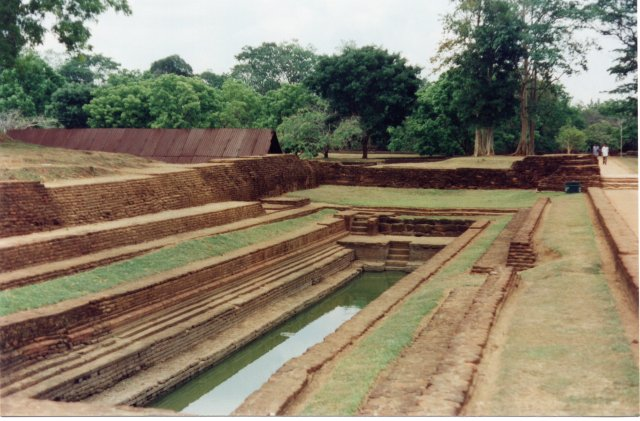
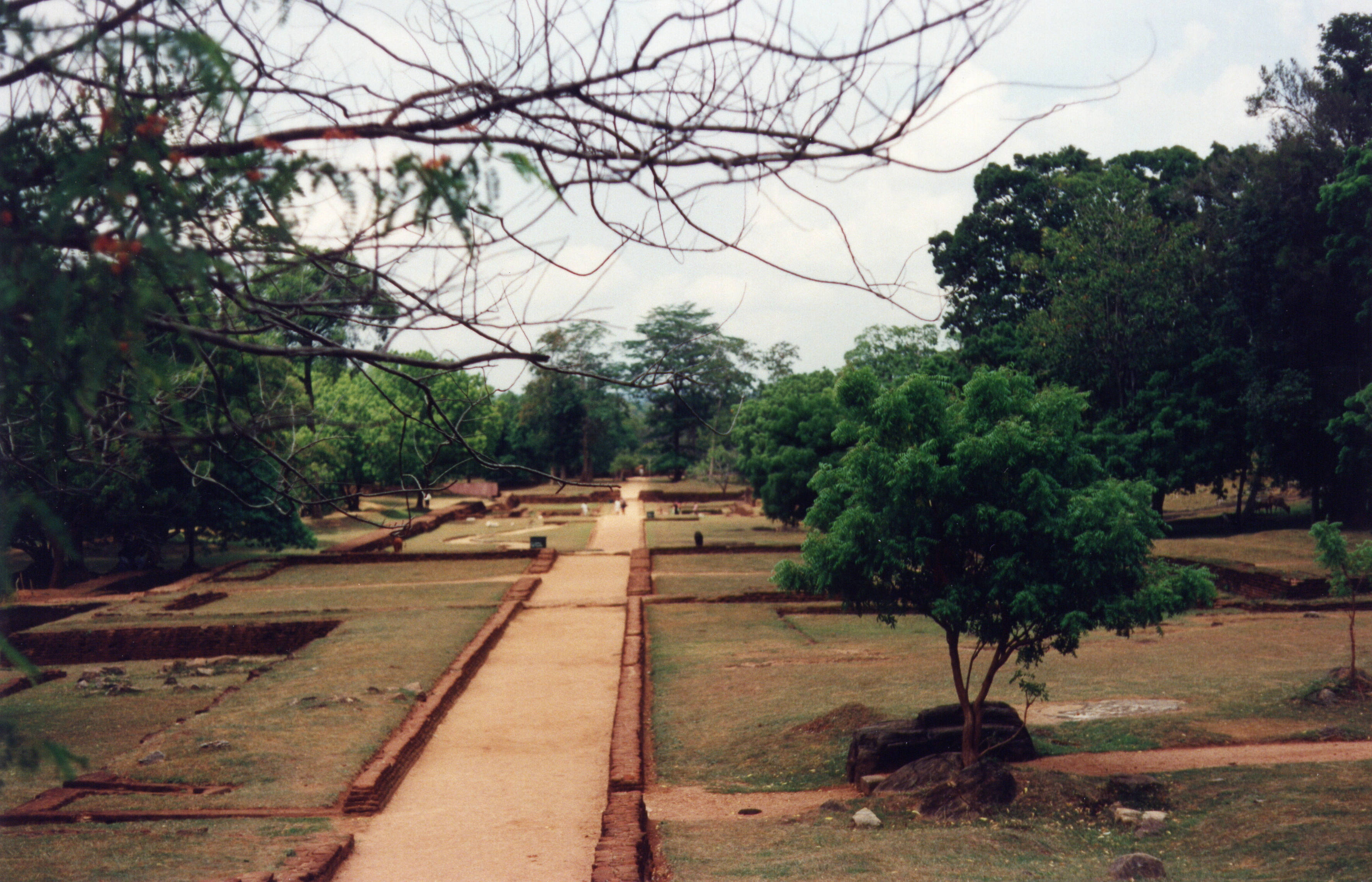
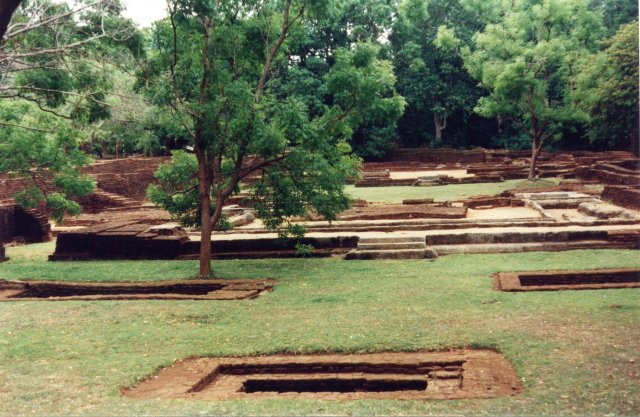

## Fecioarele din Sigiriya

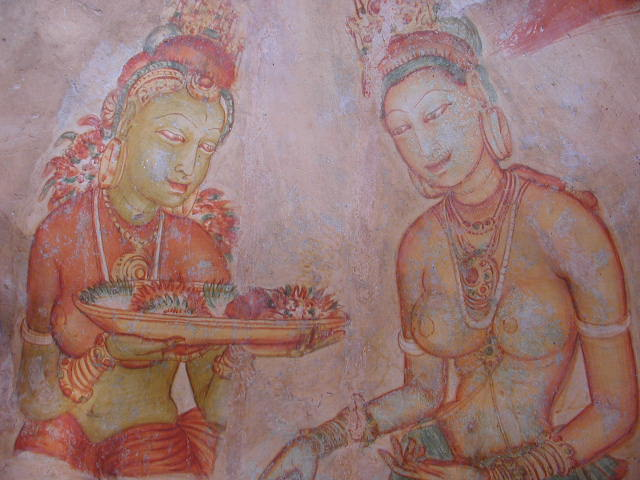
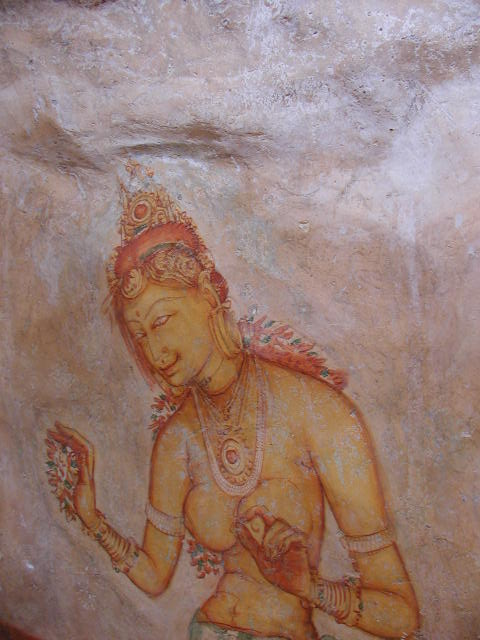
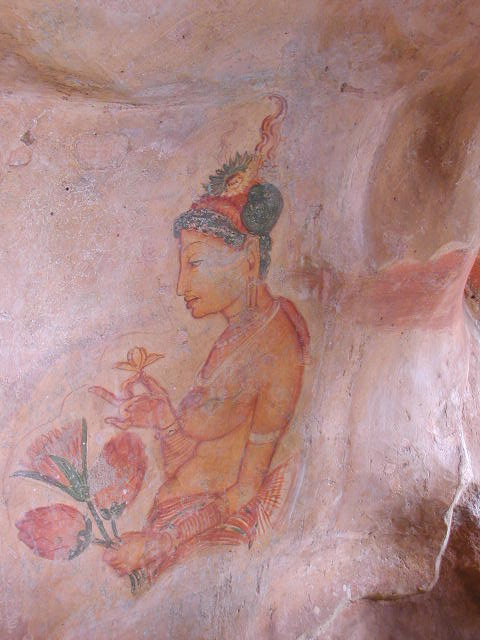
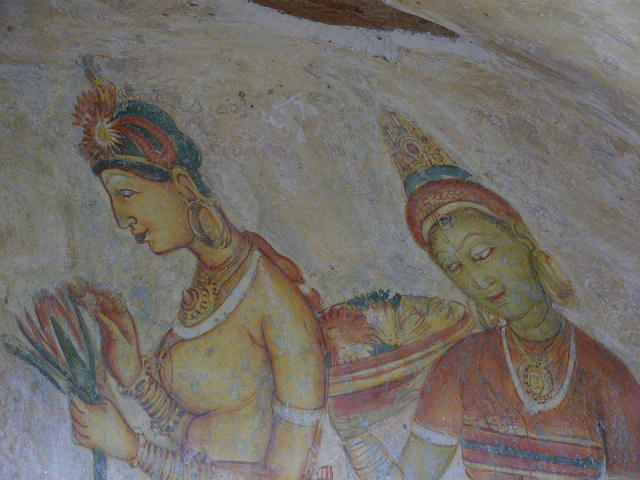
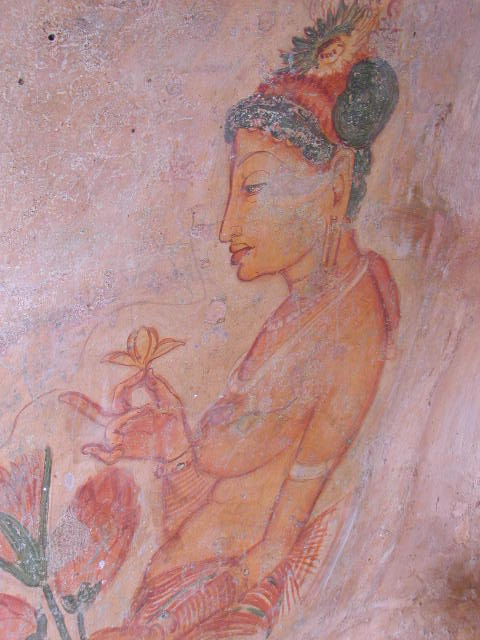
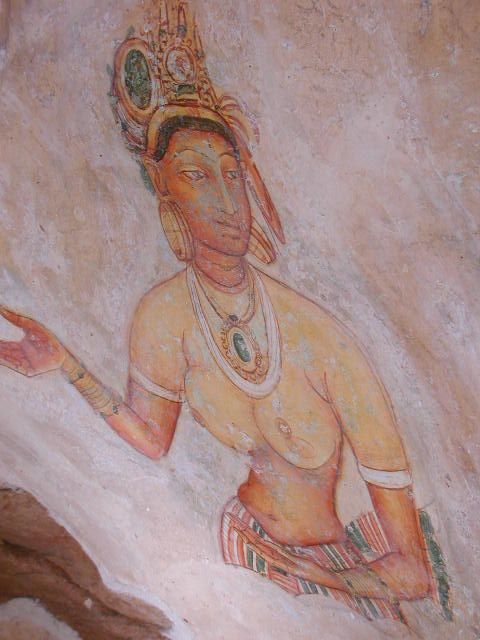
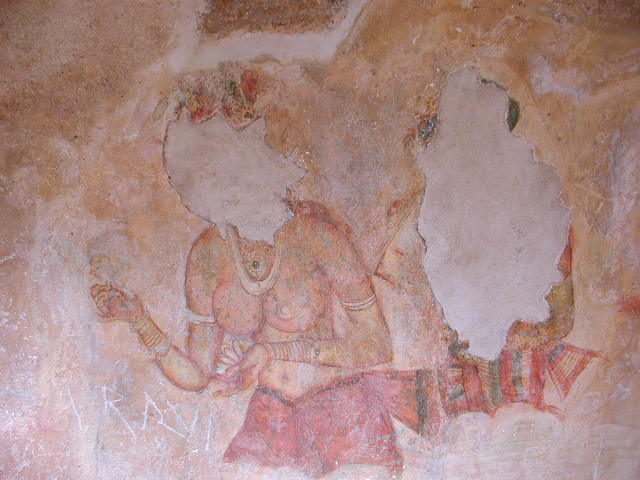
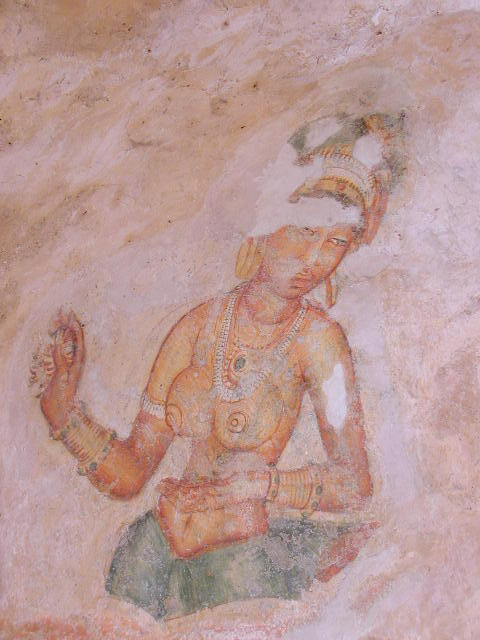